# Tierra Amarilla (Nuovo Messico)
Tierra Amarilla è un census-designated place (CDP) degli Stati Uniti d'America e capoluogo della contea di Rio Arriba nello Stato del Nuovo Messico. La popolazione era di 382 abitanti al censimento del 2010.
Tierra Amarilla in spagnolo significa letteralmente "terra gialla". Il nome si riferisce ai depositi di argilla presenti nella valle del fiume Chama e utilizzati dai nativi americani. I toponimi tewa e navajo dell'area si riferiscono anche all'argilla gialla.

## Geografia fisica
Secondo lo United States Census Bureau, la città ha una superficie totale di 6,97 km², dei quali 6,96 km² di territorio e 0,02 km² di acque interne (0,22% del totale).

## Società

### Evoluzione demografica
Secondo il censimento del 2010, la popolazione era di 382 abitanti.

### Etnie e minoranze straniere
Secondo il censimento del 2010, la composizione etnica della città era formata dal 65,71% di bianchi, l'1,05% di afroamericani, l'1,05% di nativi americani, lo 0,26% di asiatici, lo 0% di oceanici, il 30,1% di altre razze, e l'1,83% di due o più etnie. Ispanici o latinos di qualunque razza erano il 92,67% della popolazione.